# Real Madrid, la leyenda blanca (serie)
Real Madrid, la leyenda blanca es una serie documental, producida por Onza y Morrigan Films, en la que se presenta el recorrido que llevó al Real Madrid Club de Fútbol a convertirse en leyenda de la historia del deporte, desde su victoria en la Copa de Europa de 1955-1956. La docuserie consta de 6 episodios de alrededor de 45 minutos cada uno.
Fue estrenada el 11 de febrero de 2022 en Prime Video.

## Argumento
Las victorias épicas, la deportividad en las derrotas, jugadores históricos y galácticos, pero sobre todo una gran humanidad es lo que ha hecho que el Real Madrid sea el mayor fenómeno internacional en el mundo del fútbol. Se trata de un club centenario que tiene un equipo ganador para cada época y cada generación. Ningún otro club ha conseguido todos los éxitos del ya considerado el eterno campeón. Un ejemplo para el mundo del deporte. Sus protagonistas y admiradores repasan los hitos y las adversidades históricas que hacen del Real Madrid el mejor equipo del mundo.

## Episodios
| EP. 1 - «ORIGEN» |
| --- |
| Con la primera Champions League arranca la leyenda blanca y la primera dinastía, con Santiago Bernabéu y Di Stéfano a la cabeza. En esta época se consiguió lo impensable: 5 Copas de Europa en 5 años. El hito se repite varias generaciones después, ganando 4 Champions en 5 años, con La décima como uno de los logros más emblemáticos. |
| EP. 2 - «PROYECCIÓN» |
| La leyenda blanca ha traspasado fronteras. Prensa, radio y televisiones de todo el mundo se hacen eco de este hito deportivo. Alfredo Di Stéfano fue una de las piezas fundamentales de este ascenso a la cumbre. Aunque para el Real Madrid no siempre fue fácil ganar; la tensión en las prórrogas es algo que se ha repetido a lo largo de la historia, especialmente entre la 3º y la 11º Champions League.                                                         |
| EP. 3 - «FACTOR HUMANO» |
| La 4º y la 9º Champions League llevaron al Real Madrid grandes adversidades: dos lesiones que cambiaron el rumbo de la historia. El primero, Raymond Kopa, lesionado sin posibilidad de cambios. El segundo, el cambio vital de César Sánchez dando la oportunidad a un joven Iker Casillas. Dos percances que consiguieron superarse e hicieron que el Real Madrid se hiciera con los títulos. En esos momentos, se aprecia el ADN madridista contra las adversidades. |
| EP. 4 - «EL ESPÍRITU DE LA QUINTA» |
| Se produce el reencuentro de los cinco componentes de La Quinta del Buitre, para recordar sus comienzos y sus éxitos. Otros personajes clave en este capítulo son Amancio Amaro, entrenador de la cantera, y Julio César Iglesias, el primer periodista en fijarse en la Quinta. |
| EP. 5 - «RENACIMIENTO» |
| Más de 30 años separan la 6º Champions de la Séptima. El triunfo de 1998, contra la Juventus, marcó el destino del club. Los protagonistas de la Séptima recuerdan lo que sintieron durante esa temporada y Pedja Mijatovic narra cómo fue marcar el gol de la victoria. El capítulo también es un homenaje a la época de los yeyé y a Paco Gento. |
| EP. 6 - «ETERNIDAD» |
| Una gran final de la historia del club nos lleva a Glasgow, en 1960 (5.ª Copa de Europa), con el mítico 7 a 3 del Real Madrid frente al Eintracht de Fránfort. Un juego impecable donde destaca el húngaro Puskás por sus 4 goles. El episodio ofrece otro encuentro de jugadores de varias generaciones y reflexiones sobre los valores que conforman la identidad del Real Madrid C.F.                                                                                |

## Participación / reparto
- Florentino Pérez – Presidente del Real Madrid C.F.
- Emilio Butragueño – Exjugador y director de Relaciones Internacionales del Real Madrid
- Hugo Sánchez – Exjugador
- Pedja Mijatovic – Exjugador
- Iker Casillas – Exjugador
- Álvaro Arbeloa – Exjugador y embajador del Real Madrid
- Roberto Carlos – Exjugador
- Raúl González – Exjugador y entrenador
- Fernando Sanz – Exjugador y presidente Fundación LaLiga
- Fernando Morientes – Exjugador
- Vicente Del Bosque – Exjugador y exentrenador
- José Emilio Santamaría – Exjugador
- Miguel Porlán “Chendo” – Exjugador
- Amancio Amaro – Exjugador y exentrenador
- José Antonio Camacho – Exjugador y exentrenador
- Jorge Valdano – Exjugador y exentrenador
- Ricardo Gallego – Exjugador
- José Miguel González “Míchel” – Exjugador
- Manolo Sanchís – Exjugador
- Martín Vázquez – Exjugador
- Miguel Pardeza – Exjugador
- Marcelo – Jugador y actual capitán
- Misa Rodríguez – Jugadora
- Dani Carvajal – Jugador
- Lucas Vázquez – Jugador
- Ana Rossell – Directora deportiva del Real Madrid femenino

- Andrés Amorós – Catedrático y escritor
- Julio César Iglesias – Periodista
- Jesús Álvarez – Periodista
- Manuel Jabois – Periodista
- Jesús Bengoechea – Periodista y director de “La Galerna”
- Raúl Cancio – Fotoperiodista

- Lolo Sainz – Exjugador y exentrenador de baloncesto

- Emiliano Rodríguez – Exjugador de baloncesto
- Juan Manuel López Iturriaga – Exjugador de baloncesto
- Antonio Martín – Exjugador de baloncesto y presidente de la ACB
- Chechu Biriukov – Exjugador de baloncesto
- Toñín Llorente – Exjugador de baloncesto y sobrino de Paco Gento
- Felipe Reyes – Exjugador de baloncesto
- Cristóbal Rodríguez Hernández – Exjugador de baloncesto
- Alejandro Sanz – Artista
- Rafa Nadal – Tenista
- Carlos Sainz – Piloto
- José Mercé – Cantaor de flamenco
- DjMaRiiO – Youtuber y Streamer

## Preestreno y estreno

Preestreno

El preestreno de Real Madrid, la Leyenda Blanca tuvo lugar el 10 de febrero de 2022 en el Palacio de la Prensa, en plena Gran Vía de Madrid, pocas horas antes de su estreno oficial en Prime Video. Por la alfombra “blanca” pasaron grandes figuras de la historia del Real Madrid, como Emilio Butragueño, Iker Casillas, Pedja Mijatovic, Hugo Sánchez, Fernando Sanz, Martín Vázquez o Álvaro Arbeloa, así como jugadores actuales del club, como Marcelo, actual capitán, o Misa Rodriguez, del equipo femenino. Otros participantes de la serie, como el periodista Jesús Bengoechea, también asistieron al preestreno.
Durante el preestreno, se proyectó el primer capítulo de la docuserie, donde se narra el origen de la leyenda del club con Santiago Bernabéu y Alfredo Di Stéfano y la similitud entre las primeras victorias de la Copa de Europa con la conquista de la Décima.
Durante el preestreno, el Real Madrid retransmitió el evento y el primer capítulo de la serie en su canal de Twitch.
La docuserie se estrenó ese día a las 23:00h, en la plataforma de Amazon Prime Video, en todo el mundo y en exclusiva en España.